# Inge cel Bătrân al Suediei
Inge cel Bătrân (n. secolul al XI-lea – d. 1105) a fost regele Suediei. A fost fiul lui Stenkil al Suediei și a unei prințese suedeze. El a împărțit domnia cu fratele său mai mare, Halsten Stenkilsson al Suediei, însă se cunosc puține detalii despre guvernarea lui Inge.
În 1084, Inge a fost forțat de către suedezi să abdice pentru lipsa sa de respect asupra tradițiilor vechi și pentru refuzul său de a administra obictul păgân al lui Blot. 
În jurul anului 1100, Inge și regina Elena au fondat Abația Vreta lângă actualul Linköping în Östergötland. Abația găzduia prima mănăstire de călugărițe din Suedia și este una dintre cele mai vechi din Scandinavia. Abația a aparținut ordinului benedictin și a fost înființată la ordinele Papei Pascal al II-lea.
Inge a fost căsătorit cu Elena. Cei doi au avut împreună patru copii:
- Cristina, s-a căsătorit cu Marele Duce Mstislav I al Kievului
- Ragnvald
- Margareta Fredkulla, s-a căsătorit cu regele Magnus al Norvegiei și mai târziu cu regele Niels al Danemarcei
- Katerina, s-a căsătorit cu prințul danez Björn Haraldsson

Legendele Hervarar menționează că Inge a murit la o vârstă înaintată și a domnit până la moartea sa. Data exactă a morții sale este necunoscută, însă se estimează a fi în jurul anul 1105. Inge a fost urmat la tron de cei doi nepoți ai săi, Philip Halstensson al Suediei și Inge cel Tânăr al Suediei, care erau fii fratelui său mai mare, Halsten Stenkilsson.